# Усадьба Разумовского в Романовом переулке
Не следует путать с домом Разумовского на Воздвиженке, 8 и усадьбой Разумовского на Яузе
Дом (усадьба, дворец) Разумовского — дворец в центре Москвы, возведённый в стиле классицизма. Памятник архитектуры, составлявший некогда часть усадьбы Разумовских-Шереметевых. Объект культурного наследия федерального значения. До постройки в 1891 году здания на Воскресенской площади здесь заседала городская дума. Адрес: улица Воздвиженка, дом 6/2, строение 3 (также Романов переулок, дом 2/6, строение 3).

## История
В основе здания, возможно, лежат палаты, построенные в 1730-е годы, когда участком на Воздвиженке владел Иван Львович Нарышкин. Современное здание выстроено в 1780-е годы для графа Кирилла Григорьевича Разумовского, женатого на Екатерине Ивановне, наследнице Нарышкиных. 
Отдельными авторами проект отделки здания приписывается Шарлю де Вайи (на основании сходства с отделкой дворца в Кускове). Существует также неподтверждённая версия о принадлежности проекта здания В. И. Баженову. Здание включено в альбомы Матвея Казакова.
Имение было продано в 1800 году Николаю Петровичу Шереметеву и получило название Шереметев двор. В 1863 году Шереметевы предоставили дом для размещения Московской городской думы, а в 1893 году в нём разместился Охотничий клуб. В сентябре 1898 года в клубе познакомились А. П. Чехов и О. Л. Книппер, а в начале 1914 года в большом зале клуба выступал с сеансами одновременной игры шахматист А. А. Алехин.
После революции дом был передан Кремлёвской больнице, главное здание которой было в 1930 году возведено со стороны Воздвиженки и перекрыло вид на главный фасад бывшего дворца Разумовского. 
Памятник находится на балансе Управления делами президента России, доступ к нему отсутствует. Вид на здание частично открыт только со стороны Романова переулка (левый фасад).  Пустует, но охраняется и отапливается. Началось разрушение интерьеров XIX века, в том числе бывшего зала собраний Городской думы. В 2015 году Министерство культуры РФ объявило конкурсы на исследование и проект реставрации. В феврале 2016 года утверждён предмет охраны, в апреле 2016 года согласован акт экспертизы проекта сохранения памятника.

## Архитектура
Здание представляет собой трехкомпозиционное сооружение с центральным ризалитом и двумя боковыми флигелями. Главный фасад обращён к Воздвиженке, боковой фасад выходит в Романов переулок. Один из боковых флигелей соединён галереей с церковью Знамения. Отмечается, что отделка дворца сходна с домом Разумовского в Петербурге, на Мойке. Дом в основном одноэтажный, в центральном ризалите устроен второй жилой этаж-мезонин.
В отделке фасадов использованы детально проработанные классические фризы, карнизы, орнаментальные межэтажные тяги. Отмечается строгость и изящество отделки фасада, тонкая графика линий. Формы центрального ризалита подчёркивают пилястры коринфского ордера и треугольный фронтон. Декор боковых ризалитов — пары ионических полуколонн и лучковые фронтоны. В центральной части для въезда были сооружены полукруглые пандусы.

## Интересные факты
В усадьбе вечером 18 мая 1896 г. после ходынской трагедии в ходе коронационных торжеств на балу у французского посла присутствовал Император Николай II с супругой, что современниками было воспринято неоднозначно.